# Anepitacta olsufievi
Anepitacta olsufievi är en insektsart som beskrevs av Andrej Vasiljevitj Gorochov 1993. Anepitacta olsufievi ingår i släktet Anepitacta och familjen vårtbitare. Inga underarter finns listade i Catalogue of Life.